# Викторовка (Киевская область)
Ви́кторовка (укр. Ві́кторівка) — село, входит в Мироновский район Киевской области Украины.
Население по переписи 2001 года составляло 320 человек. Почтовый индекс — 08830. Телефонный код — 4574. Занимает площадь 9,31 км². Код КОАТУУ — 3222980901.
Название получила в честь атамана Виктора Сытнюка, в 19 веке.

## Местный совет
08830, Київська обл., Миронівський р-н, с.Вікторівка, вул.Леніна,31